# Ben Simmons
Ben Simmons (Melbourne, 20 juli 1996) is een Australisch basketballer voor de Los Angeles Clippers in de NBA.

## Carrière
Simmons speelde collegebasketbal voor de LSU Tigers voordat hij in 2016 deelnam aan de NBA-draft. Hij werd als eerste gekozen in de eerste ronde door de Philadelphia 76ers. Hij speelde drie oefenwedstrijden maar brak zijn voet nog voor het seizoen begonnen was op trainingskamp. Na een heel seizoen aan de kant te hebben gezeten begon hij dan aan zijn eerste jaar in de NBA in het seizoen 2017/18.
In zijn debuutseizoen leidde Simmons de 76ers naar de derde plaats in de Eastern Conference met 52 overwinningen. Hij was de belangrijkste speler van het team naast centrum Joel Embiid en haalde in het reguliere seizoen een gemiddelde van 15,8 punten, 8,1 rebounds, 8,2 assists, 1,7 steals en 0,9 blocks per wedstrijd. Hij registreerde ook twaalf triple-doubles. De Australiër werd tijdens het seizoen vier keer uitgeroepen tot Rookie van de Maand in de Eastern Conference en werd aan het eind van het seizoen opgenomen in het NBA All-Rookie First Team. In de play-offs bereikten de 76ers de tweede ronde, waarin ze verloren van de Boston Celtics. In tien playoff-wedstrijden registreerde Simmons 16,3 punten, 9,4 rebounds en 7,7 assists, en tegen Miami eind april werd hij de eerste rookie sinds Magic Johnson in 1980 die een triple-double liet optekenen tijdens een playoff-wedstrijd met 17 punten, 13 rebounds en 10 assists. Deze prestatie werd in het post-seizoen beloond met de uitverkiezing tot "Rookie of the Year".
In 2018/19 slaagde hij er met zijn ploeg opnieuw in om de play-offs te behalen en speelde een heel sterk seizoen met een All Star als bekroning. In het seizoen 2019/20 was hij opnieuw een tijdje out en slaagde ze erin niet om de play-offs te halen. Maar hij was wel opnieuw een All Star, had de meeste Steals, werd NBA defensive first team en werd een All-NBA. In 2020/21 miste hij opnieuw een deel wedstrijden maar speelde opnieuw een sterk seizoen, hij werd voor de derde keer op rij All Star. Nog voor het seizoen 2021/22 begon liet hij weten dat hij liefst geruild werd naar een andere ploeg en kwam niet opdagen op trainingen en oefenwedstrijden. Nadat niemand hem wou kwam hij toch opdagen op de trainingen. Na een lange saga werd hij in 2022 geruild naar de Brooklyn Nets samen met Andre Drummond, Seth Curry en enkele draftpicks voor James Harden en Paul Millsap.
Door een blessure zou hij niet meer in actie komen in het seizoen 2021/22. Hij maakte zijn debuut voor de Nets in het seizoen 2022/23. Halverwege het seizoen viel Simmons opnieuw uit ditmaal met knie- en rugblessures.
Sinds het begin van zijn NBA-carrière werd Simmons' driepuntsschot beschouwd als zijn grootste zwakte. Hij raakte pas zijn eerste driepunter (na er 17 gemist te hebben in twee seizoenen) aan het begin van zijn derde seizoen, op 21 november 2019, in een wedstrijd tegen New York Knicks. Zelfs daarbuiten blijven Simmons' worpen meestal beperkt tot de onmiddellijke omgeving van de basket.
Op 10 februari 2025 tekende Simmons een eenjarig contract bij de Los Angeles Clippers voor $1,08 miljoen nadat zijn contract bij de Nets werd ontbonden. Op 13 februari maakte Simmons zijn debuut bij de Clippers, met 12 punten, zeven rebounds, zes assists, drie steals en één block in een 120-116 overtime overwinning op de Utah Jazz.

## Erelijst
- NBA All-Star: 2019, 2020, 2021
- All-NBA Third Team: 2020
- NBA All-Defensive First Team: 2020, 2021
- NBA Rookie of the Year: 2018
- NBA All-Rookie First Team: 2018
- NBA steals leader: 2020
- Oceanisch kampioenschap:  2013

## Statistieken

### Regulier seizoen
| Seizoen  | Team               | WG  | WS  | MPW  | 2P%  | 3P%  | FW%  | RPW | APW | SPW | BPW | PPW  |
| -------- | ------------------ | --- | --- | ---- | ---- | ---- | ---- | --- | --- | --- | --- | ---- |
| 2017/18  | Philadelphia 76ers | 81  | 81  | 33,7 | 54,5 | 0,0  | 56,0 | 8,1 | 8,2 | 1,7 | 0,9 | 15,8 |
| 2018/19  | Philadelphia 76ers | 79  | 79  | 34,2 | 56,3 | 0,0  | 60,0 | 8,8 | 7,7 | 1,4 | 0,8 | 16,9 |
| 2019/20  | Philadelphia 76ers | 57  | 57  | 35,4 | 58,0 | 28,6 | 62,1 | 7,8 | 8,0 | 2,1 | 0,6 | 16,4 |
| 2020/21  | Philadelphia 76ers | 58  | 58  | 32,4 | 55,7 | 30,0 | 61,3 | 7,2 | 6,9 | 1,6 | 0,6 | 14,3 |
| Carrière | Carrière           | 275 | 275 | 33,9 | 56,0 | 14,7 | 59,7 | 8,1 | 7,7 | 1,7 | 0,7 | 15,9 |
| All Star | All Star           | 2   | 0   | 23,0 | 92,3 | 0,0  | 50,0 | 6,0 | 6,0 | 1,5 | 0,5 | 13,5 |

### Play-offs
| Seizoen  | Team               | WG | WS | MPW  | 2P%  | 3P% | FW%  | RPW | APW | SPW | BPW | PPW  |
| -------- | ------------------ | -- | -- | ---- | ---- | --- | ---- | --- | --- | --- | --- | ---- |
| 2017/18  | Philadelphia 76ers | 10 | 10 | 36,9 | 48,8 | 0,0 | 70,7 | 9,4 | 7,7 | 1,7 | 0,8 | 16,3 |
| 2018/19  | Philadelphia 76ers | 12 | 12 | 35,1 | 62,1 | —   | 57,5 | 7,1 | 6,0 | 1,3 | 1,0 | 13,9 |
| 2020/21  | Philadelphia 76ers | 12 | 12 | 33,5 | 62,1 | 0,0 | 34,2 | 7,9 | 8,8 | 1,3 | 0,8 | 11,9 |
| Carrière | Carrière           | 34 | 34 | 35,1 | 57,1 | 0,0 | 52,0 | 8,0 | 7,5 | 1,4 | 0,9 | 13,9 |